# Ruth Cardoso

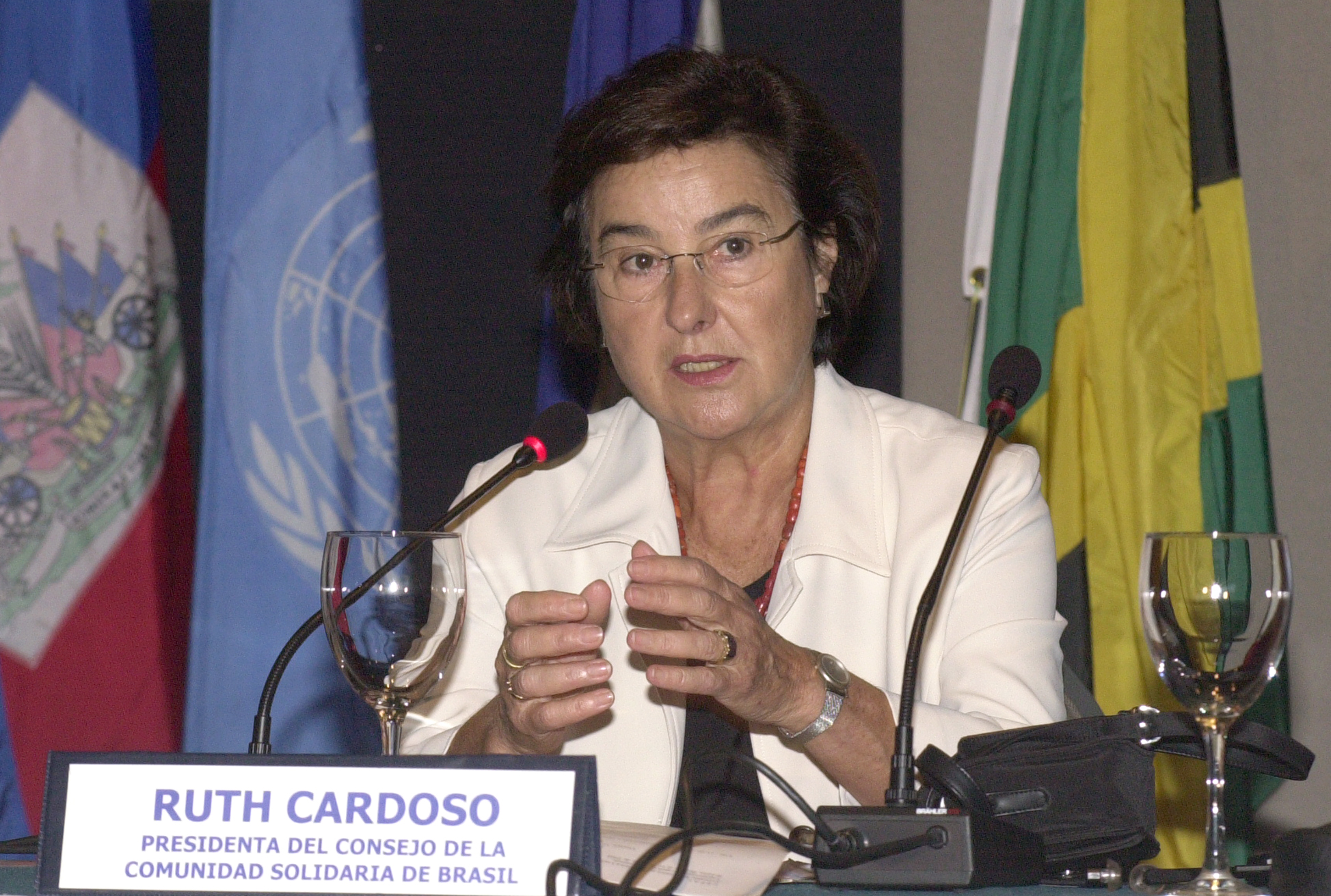
Ruth Cardoso

Ruth Corrêa Leite Cardoso, geboren Ruth Vilaça Corrêa Leite (Araraquara, 19 september 1930 – São Paulo, 24 juni 2008) was een Braziliaanse antropoloog.

## Biografie
Cardoso was hoogleraar aan de Universiteit van São Paulo. Sinds 1953 was ze getrouwd met Fernando Henrique Cardoso, voormalig president van Brazilië, met wie ze drie kinderen kreeg. Daarmee verwierf ze de titel first lady.
Ze werkte als docent en onderzoeker bij de universiteit van São Paulo en verschillende andere universiteiten uit verschillende landen.
Ook was ze een geassocieerd lid van het Centrum voor Latijns-Amerikaanse Studies aan de Universiteit van Cambridge, de Latijns-Amerikaanse Faculteit der Sociale Wetenschappen (Flacso/UNESCO), Universidad de Chile (Santiago), Maison des Sciences de L'Homme (Parijs), Berkeley (Californië) en Columbia-universiteit (New York).
Ze overleed in 2008 aan hartproblemen, één dag na het uitvoeren van een hartkatheterisatie en ontslag uit het ziekenhuis.